# Роосмаа, Вальде Руудивич
Вальде Руудивич Роосмаа (1930–2020) — эстонский советский хозяйственный, государственный и политический деятель.

## Биография
Родился в 1930 году в Таллинне. Член КПСС с 1952 года.
С 1949 года — на хозяйственной, общественной и политической работе. В 1949—1963 гг. — директор дома культуры, завуч Пайдеской средней школы, второй, первый секретарь Пайдеского райкома ЛКСМ Эстонии, инструктор Пайдеского райкома КП Эстонии.
В 1963–1990 секретарь, первый секретарь Пайдеского райкома КП Эстонии, первый заместитель председателя Госагропрома Эстонской ССР, Председатель Верховного Совета Эстонской ССР.
Избирался депутатом Верховного Совета Эстонской ССР 8-11-го созывов. Делегат XXV съезда КПСС.
Умер в Таллинне в 2020 году.